# Lac qui Parle Village
Lac qui Parle ist eine Ortslage im Lac qui Parle County in Minnesota. Das Dorf, häufig Lac qui Parle Village genannt, ist gemeindefreies Gebiet und Hauptort des Lac qui Parle Township. Bis Mai 1889 war der Ort County Seat, seitdem ist Madison der Verwaltungssitz.
Das Dorf liegt etwa 2 km südlich des namensgebenden Lac qui Parle, über der nördlichen Böschung des Lac qui Parle River.

## Geschichte
Nach dem Dakota-Krieg von 1862 ließen sich weiße Siedler in dem Gebiet nieder. 1871 legte man die Siedlung Lac qui Parle an, eine frühere Siedlung namens Williamsburg wurde aufgegeben. Als das County 1871 gegründet wurde, lebten die meisten gewählten Vertreter in dem Dorf, das sie daher zum County Seat machten. 1883 wurde ein erstes, einfaches Gerichtsgebäude eingeweiht.
Die Siedlung wuchs zum größten Ort des Counties heran, bis die Minneapolis and St. Louis Railway 1884 eine Eisenbahnstrecke durch den Bezirk baute, die Lac qui Parle nicht berührte. Viele Menschen zogen weg. Bei der nächsten Bezirkswahl im November 1886 stellten sich die rivalisierenden Eisenbahnorte Madison und Dawson als neuer Verwaltungssitz zur Wahl. Eine Mehrheit entschied sich für Madison, aber ein Beamter aus Dawson ordnete an, dass die Akten in Lac qui Parle verbleiben sollten. Einige Tage später zog eine Gruppe von 150 Männern, angeführt von Jacob F. Jacobson, nach Lac qui Parle und brachten die Akten und das Verwaltungsgebäude nach Madison. Der Transport des Gerichtsgebäudes dauerte fast eine Woche.
Der Minnesota Supreme Court erklärte die Verlegung im September 1887 für nichtig und machte damit wieder Lac qui Parle zum offiziellen Verwaltungssitz. 1888 ließ sich Jacobson in die Minnesota Legislature wählen und brachte ein neues Gesetz ein, um die Frage zu klären. Im Mai 1889 wurde im Bezirk schließlich eine Wahl abgehalten, die Madison als County Seat bestätigte.